# Pietro Rossi (Politiker)
Pietro Rossi (* 5. Mai 1765 in Lugano; † 11. Dezember 1838 ebenda) war ein Schweizer Militär und Politiker.

## Leben
Petro Rossi war bis 1806 Postdirektor in Lugano. Er wurde Oberkommandant des Luganer Freiwilligenkorps und war einer der Drahtzieher der Gegenrevolution von 1799 in Lugano, als es vom 28. bis 29. April 1799  zu anti-französischen Tumulten kam, bei denen die Druckerei Agnelli geplündert und der Priester Giuseppe Vanelli, Herausgeber der Zeitung Gazetta di Lugano, sowie andere Cisalpiner getötet wurden, worauf eine provisorische österreichfreundliche Regierung die Macht übernahm, die eine Wiedereröffnung der Druckerei nicht erlaubte. Bei der Gazzetta di Lugano handelte es sich um eine Zeitung, die in Mailand, Venedig und in der italienischen Schweiz Nachrichten und politische Dokumente der französischen Revolution veröffentlichte, obwohl in beiden Städten die österreichische Zensur herrschte.  
Ohne Erfahrungen im Druckereigewerbe, eröffnete Pietro Rossi 1799 im Auftrag von Luigi Veladini die Druckerei Rossi & Co. und veröffentlichte bis 1806 die vom Kapuzinerpater Carl Antonio Guioni verfasste Zeitung Telegrafo delle Alpi; nach Protesten des italienischen Vizekönigs Eugène de Beauharnais musste er den Vertrieb der Zeitung jedoch wieder einstellen.  
Er war ein Feind der Helvetischen Republik und der Franzosen und engagierte sich als Spion sowohl für die österreichische als auch später für die englische Regierung. 
1801 wurde er Stadtpräsident von Lugano und vertrat von 1813 bis 1815 die Konservativen im Tessiner Grossen Rat.